# Вейлмаунт
Вейлмаунт (англ. Valemount) — село в Канаді, у провінції Британська Колумбія, у складі регіонального округу Фрейзер-Форт-Джордж.

## Населення
За даними перепису 2016 року, село нараховувало 1021 особу, показавши зростання на 0,1%, порівняно з 2011-м роком. Середня густина населення становила 197,6 осіб/км².
З офіційних мов обидвома одночасно володіли 45 жителів, тільки англійською — 970. Усього 80 осіб вважали рідною мовою не одну з офіційних, з них 5 — одну з корінних мов, а 5 — українську.
Працездатне населення становило 66,3% усього населення, рівень безробіття — 11,2%.
Середній дохід на особу становив $38 777 (медіана $30 208), при цьому для чоловіків — $45 903, а для жінок $32 031 (медіани — $39 936 та $24 896 відповідно).
37,7% мешканців мали закінчену шкільну освіту, не мали закінченої шкільної освіти — 23,4%, 38,9% мали післяшкільну освіту, з яких 27,9% мали диплом бакалавра, або вищий.
| Статево-вікова структура населення | Статево-вікова структура населення | Статево-вікова структура населення | Статево-вікова структура населення | Статево-вікова структура населення |
| ---------------------------------- | ---------------------------------- | ---------------------------------- | ---------------------------------- | ---------------------------------- |
|                                    |                                    |                                    |                                    |                                    |
| Всього                             | Всього                             | 50,0%                              |                                    |                                    |
| 0 — 14 років                       | 0 — 14 років                       |                                    | 16,7%                              | 16,7%                              |
| 15 — 64 років                      | 15 — 64 років                      |                                    | 65,7%                              | 65,7%                              |
| 65 і більше                        | 65 і більше                        |                                    | 17,6%                              | 17,6%                              |
| 85 і більше                        | 85 і більше                        |                                    | 2%                                 | 2%                                 |
| Середній вік (років)               | Середній вік (років)               | 41,644,2                           | 42,9                               | 42,9                               |
| Медіана (років)                    | Медіана (років)                    | 43,846,3                           | 45,3                               | 45,3                               |
| — чоловіки — жінки                 |                                    |                                    |                                    |                                    |

| Походження мешканців:     | Походження мешканців:     | Походження мешканців: | Походження мешканців: | Походження мешканців: |
| ------------------------- | ------------------------- | --------------------- | --------------------- | --------------------- |
| Походження                |                           |                       | осіб                  | %                     |
| Корінні американці        | Корінні американці        |                       | 190                   | 18.1%                 |
| Інше північноамериканське | Інше північноамериканське |                       | 345                   | 32.86%                |
| Європейське               | Європейське               |                       | 865                   | 82.38%                |
| британське                | британське                |                       | 590                   | 56.19%                |
| французьке                | французьке                |                       | 120                   | 11.43%                |
| українське                | українське                |                       | 130                   | 12.38%                |
| Африканське               | Африканське               |                       | 10                    | 0.95%                 |

## Клімат
Середня річна температура становить 4,3°C, середня максимальна – 20,7°C, а середня мінімальна – -15,4°C. Середня річна кількість опадів – 590 мм.
| Клімат поселення                              | Клімат поселення | Клімат поселення | Клімат поселення | Клімат поселення | Клімат поселення | Клімат поселення | Клімат поселення | Клімат поселення | Клімат поселення | Клімат поселення | Клімат поселення | Клімат поселення | Клімат поселення |
| Показник                                      | Січ.             | Лют.             | Бер.             | Квіт.            | Трав.            | Черв.            | Лип.             | Серп.            | Вер.             | Жовт.            | Лист.            | Груд.            |                  |
| Середній максимум, °C                         | −1,12            | 2,33             | 6,70             | 11,99            | 16,74            | 20,71            | 19,22            | 18,94            | 13,94            | 8,43             | 1,33             | −3,76            |                  |
| Середня температура, °C                       | −8,3             | −4,81            | −0,48            | 4,82             | 9,59             | 13,57            | 15,73            | 15,45            | 10,47            | 4,97             | −2,14            | −7,25            |                  |
| Середній мінімум, °C                          | −15,44           | −11,97           | −7,61            | −2,33            | 2,41             | 6,41             | 12,25            | 11,98            | 6,97             | 1,48             | −5,62            | −10,74           |                  |
| Норма опадів, мм                              | 67               | 41               | 30               | 33               | 37               | 54               | 53               | 53               | 59               | 64               | 52               | 47               |                  |
| Середньомісячна швидкість вітру, м/с          | 1.40             | 1.50             | 1.71             | 1.90             | 1.91             | 1.82             | 1.80             | 1.63             | 1.61             | 1.54             | 1.61             | 1.41             |                  |
| Середньомісячна сонячна радіація, кДж/м²·день | 3078             | 6311             | 11470            | 16384            | 19663            | 21290            | 21744            | 18339            | 12536            | 7052             | 3314             | 2308             |                  |
| --------------------------------------------- | ---------------- | ---------------- | ---------------- | ---------------- | ---------------- | ---------------- | ---------------- | ---------------- | ---------------- | ---------------- | ---------------- | ---------------- | ---------------- |
| Джерело:                                      |                  |                  |                  |                  |                  |                  |                  |                  |                  |                  |                  |                  |                  |